# Sanga

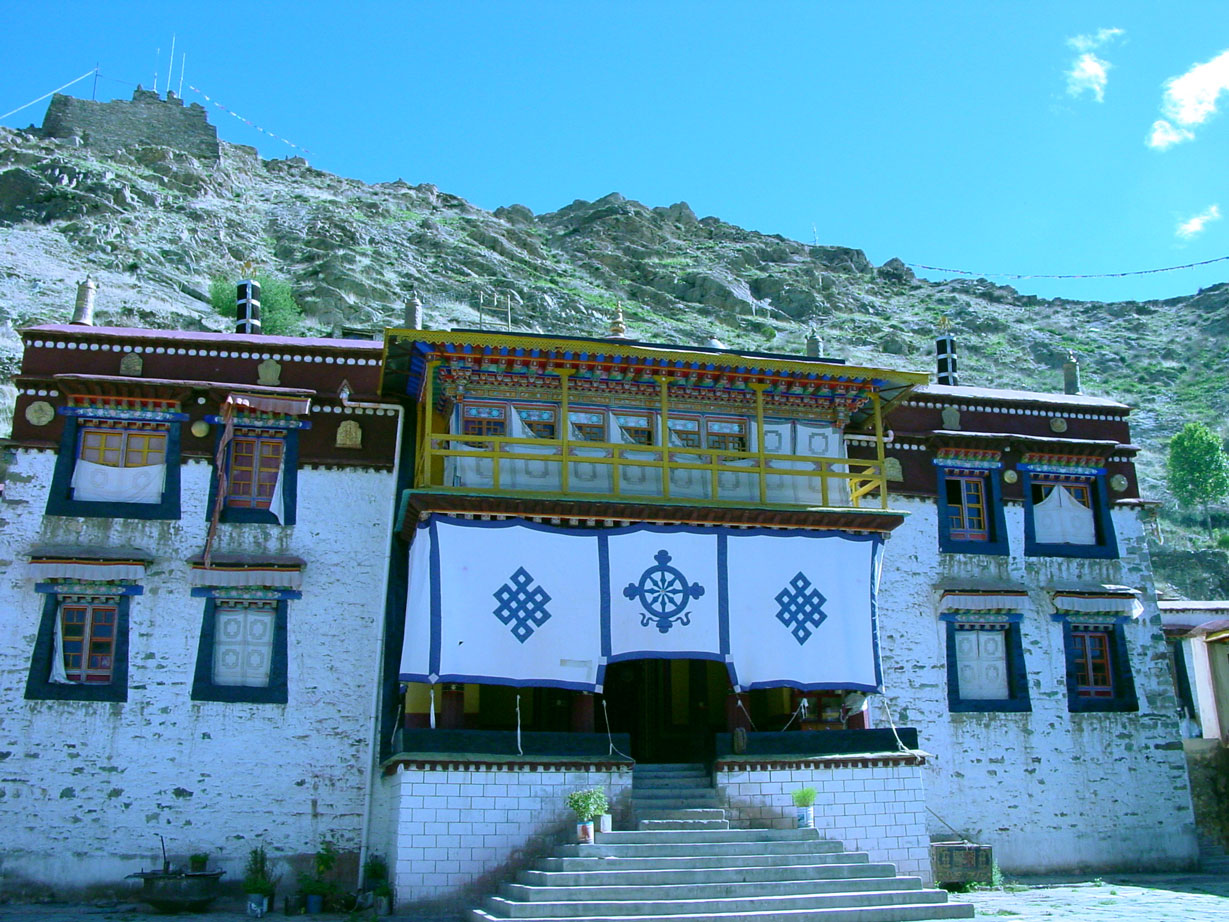
Sanga-klooster

Sanga is een Tibetaans boeddhistisch klooster dat behoort tot de gelugtraditie.
Het klooster werd gebouwd tussen de ruïnes van het fort Taktsé, waar de vijfde dalai lama, Ngawang Lobsang Gyatso, werd geboren in 1617. Vanaf het klooster is er uitzicht op de wegen naar de kloosters Yerpa en Ganden in het oosten.
Het klooster bevat onder andere een beeld van de tweede dalai lama Gendün Gyatso.